# دریبرگن-ریزنبورگ
دریبرگن-ریزنبورگ (به هلندی: Driebergen-Rijsenburg) یک منطقهٔ مسکونی در هلند است که در اوترختسه هئوفل‌روخ واقع شده‌است. دریبرگن-ریزنبورگ ۲۶٫۴۴ کیلومتر مربع مساحت و ۱۸٬۵۷۰ نفر جمعیت دارد.